# Dick Randall
Dick Randall, de son vrai nom 	Irving Reuben (3 mars 1926 - 14 mai 1996), est un producteur, scénariste, acteur et assistant-réalisateur américain connu pour sa participation à la production de nombreux films d'exploitation en Italie, Hong Kong, Espagne, Philippines et Angleterre, dans un large éventail de genres comme le mondo, l'érotisme, le giallo, le film d'arts martiaux et le slasher.

## Biographie
La carrière de Randall commence dans les années 1950 avec l'écriture de gags pour Milton Berle, avant de produire son premier film, un documentaire raconté par George Jessel à propos de l'Exposition universelle de 1958 intitulé Holiday in Brussels, en 1959. Il s'endette après avoir produit deux pièces de théâtre sans succès à Broadway et déménage en Italie où il se spécialise dans la production et la distribution de films mondo, de sexploitation et de giallo, tels que L'Amour primitif (1964), The Wild, Wild World of Jayne Mansfield (en) (1968), Une nuit mouvementée (1971), Meurtre dans la 17e avenue (1972) et La casa della paura (1974). Pendant ce séjour en Europe, il travaille souvent sous le pseudonyme de Claudio Rainis,.
Ayant acquis la réputation d'acquérir des sources de financement très disparates pour ses films, Randall passe les années 1970 et le début des années 1980 principalement entre Rome, Londres et Hong Kong à produire une large gamme de films, y compris de la pornographie hard comme Black Deep Throat (1976, avec Ajita Wilson), des films de blaxploitation comme Dimension de la mort (en) (1978, avec Jim Kelly), des « Women in prison » comme Violez les otages ! (1978), des films de Bruceploitation comme The Clones of Bruce Lee (en) (1980) et des slashers comme Le Sadique à la tronçonneuse (1982). Beaucoup de ses films au cours de cette période sont également des mockbusters d'autres films populaires de l'époque, tels que Supersonic Man (1979), For Y'ur Height Only (en) (1981), Invaders of the Lost Gold (1982), et L'Éclosion des monstres (1983). En 1981, il s'installe définitivement à Londres, où il continue de travailler, produisant Don't Open till Christmas (en) (1984, réalisé par son collaborateur Edmund Purdom), le documentaire Don't Scream: It's Only a Movie! (1985) et Le Jour des fous (1986),.
Il meurt d'un accident vasculaire cérébral à Londres le 14 mai 1996.